# Samorząd Regionu Chof ha-Szaron
Samorząd Regionu Chof ha-Szaron (hebr. מועצה אזורית חוף השרון) – samorząd regionu położony w Dystrykcie Centralnym, w Izraelu.
Samorządowi podlegają osady rolnicze położone na wybrzeżu Morza Śródziemnego na równinie Szaron, w pobliżu miasta Natanja.

## Osiedla
Samorządowi podlega 5 kibuców, 6 moszawów i 2 wioski. Na terenach o powierzchni 47,5 km² mieszka około 9400 ludzi.

### Kibuce
| - Ga’asz - Gelil Jam - Szefajim | - Tel Jicchak - Jakum |

### Moszawy
| - Bacra - Bene Cijjon - Bet Jehoszua | - Kefar Netter - Riszpon - Udim |

### Wioski
| - Arsuf | - Charucim |